# Grote bruine grasuil
De grote bruine grasuil (Rhyacia lucipeta) is een nachtvlinder uit de familie van de uilen (Noctuidae). De wetenschappelijke naam van deze soort is als Noctua lucipeta voor het eerst geldig gepubliceerd door Denis en Schiffermüller in 1775.

## Beschrijving
De spanwijdte bedraagt 51 tot 57 millimeter. De grondkleur is geelbruin tot grijs.

## Levenscyclus
De rups van de grote bruine grasuil is te vinden van augustus tot mei en overwintert. Als waardplanten worden groot hoefblad, klein hoefblad en wolfsmelk gebruikt. De vlinder kent één generatie die vliegt van begin juni tot halverwege oktober. 

## Voorkomen
De soort komt verspreid voor in Zuid- en Centraal-Europa, het westen van Noord-Afrika, Voor-Azië en het zuiden van Rusland. De grote bruine grasuil is in Nederland en België een zeer zeldzame soort, die in beide landen niet meer recent is waargenomen. De habitat bestaat uit weinig begroeide omgevingen. 